# Rosalie Knapp
 (mai 2025).
Si vous disposez d'ouvrages ou d'articles de référence ou si vous connaissez des sites web de qualité traitant du thème abordé ici, merci de compléter l'article en donnant les références utiles à sa vérifiabilité et en les liant à la section « Notes et références ».
Pour les articles homonymes, voir Knapp.
Rosalie Knapp est une patineuse artistique américaine, vice-championne des États-Unis en 1924.

## Biographie

### Carrière sportive
Rosalie Knapp est championne des États-Unis de patinage artistique en 1923 dans la catégorie Junior Ladies, puis vice-championne des États-Unis en 1924 en séniors, derrière Theresa Weld-Blanchard.
Elle représente son pays à trois championnats nord-américains (1923 à Ottawa, 1925 à Boston et 1927 à Toronto). Elle ne participe jamais, ni aux mondiaux, ni aux Jeux olympiques d'hiver.

## Palmarès
| Compétition                     | 1923 | 1924 | 1925 | 1926 | 1927 |
| Jeux olympiques d'hiver         |      |      |      |      |      |
| Championnats du monde           |      |      |      |      |      |
| Championnats d’Amérique du Nord | 5e   |      | 5e   |      | 6e   |
| Championnats des États-Unis     | F    | 2e   | 3e   |      | 4e   |
| Légende : F = Forfait           |      |      |      |      |      |